# 东巴尔扎滨海县
东巴尔扎滨海县（發音：[ˈœystʏr ˈparðaˌstrantarˌsistla]）是冰岛的一个旧县，位于西北部的西峡湾区。县名源于巴尔扎海岸，分为东巴尔扎滨海县和西巴尔扎滨海县。村镇有克罗斯菲亚扎内斯、雷克侯拉尔、韦斯特比格兹和陶爾克納菲厄澤。出名的地方有弗拉泰島和最西角的拉特拉尔角（Látrabjarg）。